# Les Héros de l'équinoxe
Les Héros de l'équinoxe est un album de bande dessinée dans la série Valérian, écrite par Pierre Christin et dessinée par Jean-Claude Mézières.

## Résumé
Sur la planète Simlane, la population est stérile. Tous les cent équinoxes, des héros partent pour Filène, l'île des enfants, où des épreuves détermineront le père de la prochaine génération. On n'en sait pas plus car le gagnant ne revient pas et les perdants sont amnésiques.
Les derniers équinoxes n'ont vu aucun gagnant, et le pays vieillit. En désespoir de cause, des héros étrangers sont appelés, chacun représentant une planète différente : Irmgaal de Kraan, le guerrier flamboyant et fasciste (caricature des personnages de Druillet) ; Ortzog de Bourgnouf, le colosse stalinien ; Blimflim  de Malamum, le gourou hippie ; et Valérian, envoyé par la Terre mais qui n'a décidément pas la carrure, semble-t-il.

## Principaux personnages
- Les membres de la Grande Assemblée de Simlane
- Irmgaal
- Ortzog
- Blimflim
- Le maître de la dernière épreuve. Le personnage reprend les traits de Pierre Christin.
- La Mère Suprême de Filène

## Autour de l'album
- Cet album est une parodie des comics américains : les différentes scènes d'action sont dessinées dans le style des comics.
- Les héros parodient eux aussi des idéologies : nazisme pour Irmgaal (qui cite même Hermann Göring), communisme pour Ortzog, écototalitarisme pour Blimflim.
- Tout l'album est une allégorie de la reproduction. Fertilité cyclique représentée par les équinoxes, échec des tentatives précédentes, rivalité entre spermatozoïdes et dangers innombrables représentés par la compétition et les chemins choisis, le tout jusqu'à atteindre un ovule comparativement surdimensionné, la Mère Suprême elle-même, qui n'en choisira qu'un selon des critères qui n'appartiennent qu'à lui/elle[réf. nécessaire].

### Documentation
- Antoine Roux, « Les Héros de l'Équinoxe », Schtroumpfanzine, no 27,‎ février 1979, p. 25.